# Buslijn 300 (Groningen-Emmen)
Buslijn 300 is een snelbuslijn van Qbuzz in de concessie Groningen-Drenthe. De bus rijdt volgens de formule Qliner en verbindt Emmen en Groningen. De lijn begint bij het station van Emmen, en gaat via de N34 langs Borger, Gieten en Westlaren naar Groningen. In Gieten kan overgestapt worden op de Qliners 310 en 312.

## Geschiedenis
Sinds december 2017 wordt op deze lijn deels met dubbeldeksbussen gereden.

## Frequentie
Op werkdagen rijdt de lijn in de spits 6x per uur, in de daluren 4x per uur en 's avonds 2x per uur. In het weekend zijn er 2 ritten per uur.